# EM i håndbold 2008 (mænd)
Europamesterskabet i håndbold 2008 for mænd var det 8. EM i håndbold for mænd. Mesterskabet blev vundet af Danmark. Slutrunden blev afviklet i Norge i perioden 17. – 27. januar 2008. Norge var EM-værtsland for første gang.
Ud over EM-medaljer spillede holdene om én plads i den olympiske håndboldturnering ved legene i Beijing i 2008, hvor OL-pladsen skulle gå til vinderen af EM. Tyskland var allerede kvalificeret til OL som verdensmestre.
Derudover spillede holdene om to pladser i de tre OL-kvalifikationsturneringer, som spilles i maj 2008. De to pladser skulle gå til de to bedst placerede hold ved EM, som ikke allerede var kvalificerede til OL eller til OL-kvalifikationen på baggrund af deres resultater ved VM 2007. Tyskland og den ved turneringen kårede europamester, Danmark, var som nævnt direkte kvalificerede til OL. Danmark var allerede inden EM-turneringen sikret en plads i OL-kvalifikationsturneringerne sammen med Polen, Frankrig, Kroatien, Rusland og Spanien på grund af deres placeringer som nr. 2-7 ved VM. Som følge af at Danmark blev europamestre og dermed direkte kvalificeret til OL, blev holdets plads i OL-kvalen overtaget af Island, som sluttede som nr. 8 ved VM.
Holdene spillede endvidere om tre pladser ved VM-slutrunden i 2009 i Kroatien. Til den slutrunde var Kroatien og Tyskland allerede kvalificerede som henholdsvis værtsland og forsvarende verdensmester. De tre VM-pladser på spil ved dette EM gik til de tre bedst placerede hold, som ikke allerede var kvalificerede: Danmark, Frankrig og Sverige. De øvrige 11 hold fik endnu en VM-chance i de europæiske playoff-kampe.
Frankrig var forsvarende europamester efter sejren ved EM 2006 i Schweiz, hvor det danske landshold i øvrigt vandt bronze for tredje EM i træk.

## Slutrunde
Slutrunden havde deltagelse af 16 landshold. Syv hold var direkte kvalificerede – værtslandet Norge og de seks bedste hold fra EM 2006, Danmark, Frankrig, Kroatien, Rusland, Spanien og Tyskland – mens de sidste ni hold blev fundet ved en kvalifikationsturnering (se nedenfor).
Fem hold havde deltaget i alle EM-slutrunder indtil dette EM: Frankrig, Kroatien, Rusland, Spanien og Tyskland, og de fem hold spillede dermed deres 8. slutrunde ved dette EM. Montenegro deltog for første gang i en EM-slutrunde.
| Hold         | Slutrunde nr. | Hidtil bedste placering        | Kvalificeret som...    |
| ------------ | ------------- | ------------------------------ | ---------------------- |
| Danmark      | 7             | Nr. 3 (2002, 2004, 2006)       | Nr. 3 ved EM 2006      |
| Frankrig     | 8             | Nr. 1 (2006)                   | Nr. 1 ved EM 2006      |
| Hviderusland | 2             | Nr. 8 (1994)                   | Vinder af playoff-kamp |
| Island       | 5             | Nr. 4 (2002)                   | Vinder af playoff-kamp |
| Kroatien     | 8             | Nr. 3 (1994)                   | Nr. 4 ved EM 2006      |
| Montenegro   | 1             | -                              | Vinder af playoff-kamp |
| Norge        | 3             | Nr. 8 (2000)                   | Værtsland              |
| Polen        | 4             | Nr. 4 (2006)                   | Vinder af playoff-kamp |
| Rusland      | 8             | Nr. 1 (1996)                   | Nr. 6 ved EM 2006      |
| Slovakiet    | 2             | Nr. 16 (2006)                  | Vinder af playoff-kamp |
| Slovenien    | 7             | Nr. 2 (2004)                   | Vinder af playoff-kamp |
| Spanien      | 8             | Nr. 2 (1996, 1998, 2006)       | Nr. 2 ved EM 2006      |
| Sverige      | 7             | Nr. 1 (1994, 1998, 2000, 2002) | Vinder af playoff-kamp |
| Tjekkiet     | 5             | Nr. 6 (1996)                   | Vinder af playoff-kamp |
| Tyskland     | 8             | Nr. 1 (2004)                   | Nr. 5 ved EM 2006      |
| Ungarn       | 6             | Nr. 6 (1998)                   | Vinder af playoff-kamp |

### Format
De 16 deltagende hold spillede først en indledende runde med fire grupper à fire hold. De tre bedste hold fra hver gruppe gik videre til mellemrunden, hvor der blev spillet i to grupper à seks hold. De seks hold, der gik videre fra de indledende grupper A og B, blev samlet i gruppe I, mens holdene fra gruppe C og D blev samlet i gruppe II. Resultaterne fra indbyrdes kampe mellem hold fra samme indledende gruppe blev ført med over til mellemrunden. De to bedste hold i hver mellemrundegruppe gik videre til semifinalerne, mens treerne gik videre til kampen om 5. pladsen. Vinderne af semifinalerne spillede finale om guld- og sølvmedaljer, mens taberne af semifinalerne spillede kamp om bronzemedaljer og 4. pladsen. Holdene, der ikke gik videre fra mellemrunden eller den indledende runde, blev rangeret efter deres resultater i gruppespillet.

### Indledende runde
Den 22. juni 2007 blev de 16 hold ved lodtrækning inddelt i fire grupper à fire hold. Lodtrækningen blev foretaget i TV 2's studie i Oslo, og resultatet af lodtrækningen blev, at grupperne fik følgende sammensætning (med holdene opført i seedningsrækkefølge):
| Gruppe A  |
| --------- |
| Kroatien  |
| Slovenien |
| Polen     |
| Tjekkiet  |

| Gruppe B   |
| ---------- |
| Danmark    |
| Rusland    |
| Norge      |
| Montenegro |

| Gruppe C     |
| ------------ |
| Tyskland     |
| Spanien      |
| Ungarn       |
| Hviderusland |

| Gruppe D  |
| --------- |
| Frankrig  |
| Island    |
| Slovakiet |
| Sverige   |

De tre bedste hold fra hver gruppe gik videre til mellemrunden.
| Dato  | Kamp                 | Res.  |
| ----- | -------------------- | ----- |
| 17.1. | Slovenien - Tjekkiet | 34-32 |
| 17.1. | Kroatien - Polen     | 32-27 |
| 18.1. | Tjekkiet - Kroatien  | 26-30 |
| 18.1. | Polen - Slovenien    | 33-27 |
| 20.1. | Polen - Tjekkiet     | 33-30 |
| 20.1. | Kroatien - Slovenien | 29-24 |

| Gruppe A  | Kampe | Mål   | Point |
| --------- | ----- | ----- | ----- |
| Kroatien  | 3     | 91-77 | 6     |
| Polen     | 3     | 93-89 | 4     |
| Slovenien | 3     | 85-94 | 2     |
| Tjekkiet  | 3     | 88-97 | 0     |

| Dato  | Kamp                 | Res.  |
| ----- | -------------------- | ----- |
| 17.1. | Rusland - Montenegro | 25-25 |
| 17.1. | Danmark - Norge      | 26-27 |
| 18.1. | Norge - Rusland      | 32-21 |
| 18.1. | Montenegro - Danmark | 24-32 |
| 20.1. | Danmark - Rusland    | 31-28 |
| 20.1. | Norge - Montenegro   | 27-22 |

| Gruppe B   | Kampe | Mål   | Point |
| ---------- | ----- | ----- | ----- |
| Norge      | 3     | 86-69 | 6     |
| Danmark    | 3     | 89-79 | 4     |
| Montenegro | 3     | 71-84 | 1     |
| Rusland    | 3     | 74-88 | 1     |

| Dato  | Kamp                    | Res.  |
| ----- | ----------------------- | ----- |
| 17.1. | Tyskland - Hviderusland | 34-26 |
| 17.1. | Spanien - Ungarn        | 28-35 |
| 19.1. | Ungarn - Tyskland       | 24-28 |
| 19.1. | Hviderusland - Spanien  | 31-36 |
| 20.1. | Spanien - Tyskland      | 30-22 |
| 20.1. | Ungarn - Hviderusland   | 31-26 |

| Gruppe C     | Kampe | Mål     | Point |
| ------------ | ----- | ------- | ----- |
| Ungarn       | 3     | 90-82   | 4     |
| Spanien      | 3     | 94-88   | 4     |
| Tyskland     | 3     | 84-80   | 4     |
| Hviderusland | 3     | 083-101 | 0     |

| Dato  | Kamp                 | Res.  |
| ----- | -------------------- | ----- |
| 17.1. | Frankrig - Slovakiet | 32-31 |
| 17.1. | Island - Sverige     | 19-24 |
| 19.1. | Slovakiet - Island   | 22-28 |
| 19.1. | Sverige - Frankrig   | 24-28 |
| 20.1. | Slovakiet - Sverige  | 25-41 |
| 20.1. | Frankrig - Island    | 30-21 |

| Gruppe D  | Kampe | Mål     | Point |
| --------- | ----- | ------- | ----- |
| Frankrig  | 3     | 90-76   | 6     |
| Sverige   | 3     | 89-72   | 4     |
| Island    | 3     | 68-76   | 2     |
| Slovakiet | 3     | 078-101 | 0     |

### Mellemrunde
| Dato  | Kamp                   | Res.  |
| ----- | ---------------------- | ----- |
| 22.1. | Slovenien - Montenegro | 31-29 |
| 22.1. | Kroatien - Danmark     | 20-30 |
| 22.1. | Polen - Norge          | 24-24 |
| 23.1. | Kroatien - Montenegro  | 34-26 |
| 23.1. | Polen - Danmark        | 26-36 |
| 23.1. | Slovenien - Norge      | 33-29 |
| 24.1. | Polen - Montenegro     | 39-23 |
| 24.1. | Slovenien - Danmark    | 23-28 |
| 24.1. | Kroatien - Norge       | 23-23 |

| Gruppe I   | Kampe | Mål     | Point |
| ---------- | ----- | ------- | ----- |
| Danmark    | 5     | 152-120 | 8     |
| Kroatien   | 5     | 138-130 | 7     |
| Norge      | 5     | 130-128 | 6     |
| Polen      | 5     | 149-142 | 5     |
| Slovenien  | 5     | 138-148 | 4     |
| Montenegro | 5     | 124-163 | 0     |

| Dato  | Kamp                | Res.  |
| ----- | ------------------- | ----- |
| 22.1. | Tyskland - Island   | 35-27 |
| 22.1. | Spanien - Frankrig  | 27-28 |
| 22.1. | Ungarn - Sverige    | 27-27 |
| 23.1. | Spanien - Sverige   | 26-27 |
| 23.1. | Tyskland - Frankrig | 23-26 |
| 23.1. | Ungarn - Island     | 28-36 |
| 24.1. | Spanien - Island    | 33-26 |
| 24.1. | Ungarn - Frankrig   | 31-28 |
| 24.1. | Tyskland - Sverige  | 31-29 |

| Gruppe II | Kampe | Mål     | Point |
| --------- | ----- | ------- | ----- |
| Frankrig  | 5     | 140-126 | 8     |
| Tyskland  | 5     | 139-136 | 6     |
| Sverige   | 5     | 131-131 | 5     |
| Ungarn    | 5     | 145-147 | 5     |
| Spanien   | 5     | 144-138 | 4     |
| Island    | 5     | 129-150 | 2     |

### Slutspil
Slutspilskampene blev spillet i Lillehammer.
| Dato                                  | Kamp                | Res.      |
| ------------------------------------- | ------------------- | --------- |
| Kamp om 5. pladsen                    |                     |           |
| 26.1.                                 | Norge – Sverige     | ••34-36•• |
| Semifinaler                           |                     |           |
| 26.1.                                 | Kroatien – Frankrig | 24-23     |
| 26.1.                                 | Danmark – Tyskland  | 26-25     |
| Bronzekamp                            |                     |           |
| 27.1.                                 | Frankrig – Tyskland | 36-26     |
| Finale                                |                     |           |
| 27.1.                                 | Kroatien – Danmark  | 20-24     |
| •• Efter 2 gange forlænget spilletid. |                     |           |

### Medaljevindere
| Guld | Sølv | Bronze |
| --- | --- | --- |
| Danmark | Kroatien | Frankrig |
| Kasper Hvidt Mikkel Aagaard Lasse Boesen Lars Jørgensen Jesper Jensen Lars Rasmussen Lars Christiansen Lars Møller Madsen Peter Henriksen Bo Spellerberg Michael V. Knudsen Jesper Nøddesbo Lars Krogh Jeppesen Kasper Søndergaard Joachim Boldsen Hans Lindberg Kasper Nielsen Ulrik Wilbek (træner) | Nikša Kaleb Renato Sulić Ivano Balić Domagoj Duvnjak Blaženko Lacković Igor Vori Davor Dominiković Vjenceslav Somić Zlatko Horvat Drago Vuković Dragan Jerković Denis Špoljarić Petar Metličić Josip Valčić Ljubo Vukić Tonči Valčić Mirko Alilović Ivan Čupić Lino Červar (træner) | Yohann Ploquin Jerome Fernandez Didier Dinart Guillaume Gille Bertrand Gille Daniel Narcisse Laurent Busselier Olivier Girault Daouda Karaboue Nikola Karabatic Christophe Kempe Thierry Omeyer Luc Abalo Geoffroy Krantz Sebastien Ostertag Cedric Paty Fabrice Guilbert Claude Onesta (træner) |

### Samlet rangering
| EM 2008 | EM 2008  |
| ------- | -------- |
| Guld    | Danmark  |
| Sølv    | Kroatien |
| Bronze  | Frankrig |
| 4.      | Tyskland |
| 5.      | Sverige  |
| 6.      | Norge    |
| 7.      | Polen    |
| 8.      | Ungarn   |

| EM 2008 | EM 2008      |
| ------- | ------------ |
| 9.      | Spanien      |
| 10.     | Slovenien    |
| 11.     | Island       |
| 12.     | Montenegro   |
| 13.     | Rusland      |
| 14.     | Tjekkiet     |
| 15.     | Hviderusland |
| 16.     | Slovakiet    |

### All-star holdet
Ved turneringens afslutning valgte EHF turneringens all-star hold. Det bestod af følgende spillere:
- Målmand: Kasper Hvidt, Danmark
- Venstre fløj: Lars Christiansen, Danmark
- Venstre back: Daniel Narcisse, Frankrig
- Playmaker: Ivano Balic, Kroatien
- Stregspiller: Frank Løke, Norge
- Højre back: Kim Andersson, Sverige
- Højre fløj: Florian Kehrmann, Tyskland

Som turneringens mest værdifulde spiller blev valgt Nikola Karabatic, Frankrig, og bedste forsvarsspiller blev Igor Vori, Kroatien.
Endelig delte tre spillere turneringens topscorerværdighed med 44 mål hver: Lars Christiansen, Ivano Balic og Nikola Karabatic.

### Spillesteder
| By          | Hal                   | Kapacitet |
| ----------- | --------------------- | --------- |
| Drammen     | Drammenshallen        | 4.200     |
| Stavanger   | Stavanger Idrettshall | 7.000     |
| Bergen      | Haukelandshallen      | 4.000     |
| Trondheim   | Trondheim Spektrum    | 4.200     |
| Lillehammer | Håkons Hall           | 10.000    |

## Kvalifikation

### Kvalifikationsrunde
Kvalifikationsrunden, hvor de 26 lavest rangerede hold spillede om tolv ledige pladser i playoff-kampene, blev spillet i perioden 3. – 21. januar 2007. Holdene blev inddelt i syv grupper med 3-4 hold. De to bedste hold i hver af grupperne med fire hold og vinderne i treholdsgrupperne gik videre til playoff.
| Gruppe 1     | Kampe | Mål     | Point |
| ------------ | ----- | ------- | ----- |
| Hviderusland | 3     | 100-740 | 6     |
| Slovakiet    | 3     | 100-740 | 4     |
| Cypern       | 3     | 71-86   | 2     |
| Moldavien    | 3     | 073-110 | 0     |

| Gruppe 2   | Kampe | Mål     | Point |
| ---------- | ----- | ------- | ----- |
| Serbien    | 6     | 146-104 | 9     |
| Makedonien | 6     | 125-105 | 9     |
| Israel     | 6     | 111-123 | 6     |
| Luxembourg | 6     | 098-148 | 0     |

| Gruppe 3  | Kampe | Mål     | Point |
| --------- | ----- | ------- | ----- |
| Rumænien  | 6     | 203-153 | 12    |
| Letland   | 6     | 187-167 | 8     |
| Bulgarien | 6     | 140-171 | 2     |
| Georgien  | 6     | 140-179 | 2     |

| Gruppe 4   | Kampe | Mål     | Point |
| ---------- | ----- | ------- | ----- |
| Montenegro | 6     | 200-171 | 11    |
| Holland    | 6     | 186-186 | 7     |
| Østrig     | 6     | 183-178 | 6     |
| Finland    | 6     | 165-199 | 0     |

| Gruppe 5 | Kampe | Mål     | Point |
| -------- | ----- | ------- | ----- |
| Schweiz  | 6     | 186-151 | 12    |
| Litauen  | 6     | 186-188 | 6     |
| Italien  | 6     | 173-187 | 4     |
| Tyrkiet  | 6     | 167-186 | 2     |

| Gruppe 6   | Kampe | Mål     | Point |
| ---------- | ----- | ------- | ----- |
| Portugal   | 4     | 115-940 | 6     |
| Grækenland | 4     | 107-980 | 6     |
| Estland    | 4     | 095-125 | 0     |

| Gruppe 7      | Kampe | Mål     | Point |
| ------------- | ----- | ------- | ----- |
| Sverige       | 4     | 139-106 | 8     |
| Bosnien-Herc. | 4     | 143-121 | 4     |
| Belgien       | 4     | 109-164 | 0     |

Dermed kvalificerede følgende tolv hold sig til playoff-kampene: Hviderusland, Slovakiet, Serbien, Makedonien, Rumænien, Letland, Montenegro, Holland, Schweiz, Litauen, Portugal og Sverige.

### Play-off
De tolv hold, der gik videre fra kvalifikationsrunden spillede sammen med seks seedede hold (Island, Polen, Slovenien, Tjekkiet, Ukraine og Ungarn) om ni pladser ved EM-slutrunden. De 18 hold blev parret to og to i ni playoff-kampe, og de ni samlede vindere kvalificerede sig til EM-slutrunden sammen med de syv direkte kvalificerede hold: Danmark, Frankrig, Kroatien, Norge, Rusland, Spanien og Tyskland.
Lodtrækningen til playoff-kampene blev foretaget den 26. januar 2007 i EHF-hovedkvarteret i Wien. Kampene blev afviklet i weekenderne 9. - 10. juni og 16. - 17. juni 2007 og gav følgende resultater (hjemmeholdet i første kamp er nævnt først): 
| Kamp                   | Samlet | 1.kamp | 2.kamp |
| ---------------------- | ------ | ------ | ------ |
| Holland - Polen        | 47-72  | 20-31  | 27-41  |
| Litauen - Ungarn       | 53-59  | 23-28  | 30-31  |
| Ukraine - Slovakiet    | 48-63  | 29-28  | 19-35  |
| Slovenien - Makedonien | 66-60  | 33-28  | 33-32  |
| Letland - Tjekkiet     | 56-64  | 30-31  | 26-33  |
| Hviderusland - Schweiz | 61-54  | 33-24  | 28-30  |
| Sverige - Rumænien     | 69-59  | 36-25  | 33-34  |
| Portugal - Montenegro  | 55-63  | 28-30  | 27-33  |
| Serbien - Island       | 70-71  | 30-29  | 40-42  |
De ni samlede vindere, Polen, Ungarn, Slovakiet, Slovenien, Tjekkiet, Hviderusland, Sverige, Montenegro og Island, kvalificerede sig dermed til EM-slutrunden i Norge.